# Pichit Island
Pichit Island – niezamieszkana wyspa w Zatoce Frobishera, w Archipelagu Arktycznym, w regionie Qikiqtaaluk, na terytorium Nunavut, w Kanadzie. W pobliżu Pichit Island położone są wyspy: Crimmins Island, Frobisher's Farthest, Jenvey Island, Kudlago Island i Sybil Island.